# Prugasti praseći smrdljivac
Prugasti praseći smrdljivac (lat. Conepatus semistriatus) je vrsta tvora iz Srednje i Južne Amerike (od južnog Meksika do sjevernog Perua, a na krajnjem istoku od Brazila). Živi u širokom rasponu staništa, uključujući suhe šumske šikare i povremeno, u prašumama.
Duljina tijela iznosi oko 57 cm, a težina oko 1,6 kg; mužjaci su veći od ženki. Ženka rađa od 2 do 5 mlada, koje hrani mlijekom oko 3 mjeseca. Noćna je samačka životinja, hrani se uglavnom beskralježnjacima, malim kralježnjacima i voćem.